# Lista de prefeitos de Euclides da Cunha (Bahia)
Esta é a lista de prefeitos, vice-prefeitos e intendentes do município de Euclides da Cunha, estado brasileiro da Bahia.
O cargo de prefeito no Brasil, foi criado em 11 de abril de 1835, pela assembleia provincial paulista, em reação aos amplos poderes conferidos pelo Código de Processo Criminal de 1832 às câmaras municipais. Seguiram o exemplo paulista seis províncias do nordeste brasileiro (Alagoas, Ceará, Maranhão, Paraíba, Pernambuco e Sergipe).
Sob a vigente ordem constitucional, essa designação é dada ao funcionário público do Poder Executivo municipal, que exerce seu cargo em função de uma legislatura (mandato), sendo para tanto eleito a cada quatro anos, podendo ser reeleito por mais 4 anos (segundo mandato).
Funções
O poder executivo municipal chefia a administração e comanda os serviços públicos, tendo como comandante o prefeito.
A partir da constituição brasileira de 1934, o cargo de prefeito passou a ser o único, em todo o Brasil, ao qual estão atribuídas as funções de chefe do poder executivo do governo local, em simetria aos chefes dos executivos da União e do estado, portanto, em forma monocrática. Este texto quer dizer que deverá haver harmonia e integração de ação entre as esferas envolvidas sem a intervenção de uma na outra, exceto nos casos previstos na Constituição Federal.
Eleições
O prefeito é eleito por sufrágio universal, secreto, direto, em pleito simultâneo em todo o País, realizado a cada quatro anos, no primeiro domingo de outubro.
E trinta dias após tem lugar o segundo turno, se o eleito em primeiro lugar não atingir 50% dos votos válidos mais um voto, no caso de municípios com mais de duzentos mil eleitores.
Conforme a legislação eleitoral atual no Brasil para tornar-se elegível, exige-se uma série de requisitos;
- Possuir nacionalidade brasileira ou portuguesa (neste caso, o cidadão português deve se encontrar amparado pelo Estatuto de Igualdade entre Portugueses e Brasileiros),
- Título de eleitor em dia e estar em gozo pleno do exercício dos direitos políticos,
- Domicilio eleitoral na circunscrição na qual o candidato se apresenta,
- Filiação partidária,
- Ser alfabetizado (tópico invalidado pela atual constituição brasileira de 1988),
- Desincompatibilização de cargo público — Se ocupa um cargo público deve sair seis meses antes das eleições e voltar caso possa só após seis meses ao pleito eleitoral,
- Renúncia de outro mandado até seis meses antes do pleito e não ser parente afim ou consangüíneo, até segundo grau, ou cônjuge de titular de cargo eletivo; pode, entretanto, ser candidato à reeleição (artigo 14 da Constituição),
- Ter idade mínima de 21 anos.

## Intendentes
| Nº | Nome                            | Imagem | Partido | Início do mandato     | Fim do mandato     | Observações         |
| 1  | Antônio Francisco de Souza Reis |        | PRFB    | 1899                  | 1902               | Primeiro intendente |
| 2  | Potâmio Américo de Souza        |        |         | 1902                  | 1904               |                     |
| 3  | Arsênio Dias Guimarães          |        |         | 1904                  | 1908               |                     |
| 4  | Francisco da Silva Dantas       |        |         | 1908                  | 1912               |                     |
| 5  | Galdino Alves de Souza          |        |         |                       |                    |                     |
| 6  | Joaquim de Carvalho Lima        |        |         | 1915                  | 1917               |                     |
| 7  | Arsênio Dias Guimarães          |        |         |                       |                    |                     |
| 8  | Benevides Dias Moreira          |        |         |                       |                    |                     |
| 9  | Potâmio Américo de Souza        |        |         | 1922                  | 1924               |                     |
| 10 | Arsênio Dias Guimarães          |        |         | 1924                  | 1926               |                     |
| 11 | Joaquim Santana Lima            |        |         | 1926                  | 1928               |                     |
| 12 | Luís Ferreira do Nascimento     |        |         | 1928                  | 1930               |                     |
| 13 | José Esteves de Abreu           |        |         | 25 de outubro de 1930 | 8 de julho de 1931 | Primeiro prefeito   |

## Prefeitos
| Nº | Nome                                | Imagem                                          | Partido               | Vice-prefeito                                           | Início do mandato       | Fim do mandato                                        | Observações                                                 |
| -  | José Camerino de Abreu              |                                                 | PSD                   | –                                                       | 19 de setembro de 1933  | 31 de janeiro de 1936                                 | Prefeito nomeado pelo Governador interino Corrêa de Menezes |
| 1  | Joaquim Santana Lima                |                                                 | CAB                   | –                                                       | 1º de fevereiro de 1936 | 10 de novembro de 1937                                | Prefeito eleito em sufrágio universal                       |
| 2  | Mário da Rocha Castro               |                                                 | AL                    | –                                                       | 11 de novembro de 1937  | 25 de outubro de 1939                                 | Prefeito nomeado pelo Governador Juracy Magalhães           |
| 3  | Glicério Ferreira de Abreu          |                                                 | AL                    | –                                                       | 26 de outubro de 1939   | 14 de fevereiro de 1940                               | Prefeito nomeado pelo Governador Landulfo Alves             |
| 4  | José Camerino de Abreu              |                                                 | PSD                   | –                                                       | 15 de fevereiro de 1940 | 30 de janeiro de 1948                                 | Prefeito nomeado pelo Governador Landulfo Alves             |
| 5  | Antônio Batista de Carvalho         |                                                 | PSD                   | –                                                       | 31 de janeiro de 1948   | 30 de janeiro de 1951                                 | Prefeito eleito em sufrágio universal                       |
| 6  | José Camerino de Abreu              |                                                 | PSD                   | –                                                       | 31 de janeiro de 1951   | 30 de janeiro de 1955                                 | Prefeito eleito em sufrágio universal                       |
| 7  | Antônio Batista de Carvalho         |                                                 | PSD                   | –                                                       | 31 de janeiro de 1955   | 30 de janeiro de 1959                                 | Prefeito eleito em sufrágio universal                       |
| 8  | José Bezerra Neto                   |                                                 | PSD                   |                                                         | 31 de janeiro de 1959   | 30 de janeiro de 1963                                 | Prefeito eleito em sufrágio universal                       |
| 9  | Antônio Batista de Carvalho         |                                                 | PSD                   |                                                         | 31 de janeiro de 1963   | 30 de janeiro de 1967                                 | Prefeito eleito em sufrágio universal                       |
| 10 | Joaquim Silva Dantas                |                                                 | ARENA                 |                                                         | 31 de janeiro de 1967   | 30 de janeiro de 1971                                 | Prefeito eleito em sufrágio universal                       |
| 11 | Antenor Dantas de Andrade           |                                                 | ARENA                 |                                                         | 31 de janeiro de 1971   | 30 de janeiro de 1973                                 | Prefeito eleito em sufrágio universal                       |
| 12 | Enock Canário de Araújo             |                                                 | ARENA                 |                                                         | 31 de janeiro de 1973   | 31 de janeiro de 1977                                 | Prefeito eleito em sufrágio universal                       |
| 13 | Juviniano Gomes dos Santos          |                                                 | ARENA                 | Nelson Dantas de Andrade (ARENA)                        | 1° de fevereiro de 1977 | 31 de janeiro de 1983                                 | Prefeito eleito em sufrágio universal                       |
| 14 | José Renato de Abreu Campos         |                                                 | PDS                   | Enock Canário de Araújo, Enock Canário (PDS)            | 1º de fevereiro de 1983 | 31 de dezembro de 1988                                | Prefeito eleito em sufrágio universal                       |
| 15 | José Nunes Soares                   |                                                 | PFL                   | Antenor Dantas de Andrade, Antenor Dantas (PFL)         | 1º de janeiro de 1989   | 31 de dezembro de 1992                                | Prefeito e vice eleitos em sufrágio universal               |
| 16 | José Raimundo Moura da Costa        |                                                 | PFL                   | Atayde José da Silva (PFL)                              | 1º de janeiro de 1993   | 31 de dezembro de 1996                                | Prefeito e vice eleitos em sufrágio universal               |
| 17 | Atayde José da Silva                |                                                 | PFL                   | José Renato de Abreu Campos, Renato Campos (PL)         | 1º de janeiro de 1997   | 31 de dezembro de 2000                                | Prefeito e vice eleitos em sufrágio universal               |
| 18 | José Renato de Abreu Campos         |                                                 | PL                    | Luiz Agres de Carvalho, Lula (PP)                       | 1º de janeiro de 2001   | 31 de dezembro de 2004                                | Prefeito e vice eleitos em sufrágio universal               |
| 19 | Rosângela Lemos Maia de Abreu       |                                                 | PMDB                  | José Raimundo Moura da Costa, Zezão (PSDB)              | 1º de janeiro de 2005   | 31 de dezembro de 2008                                | Prefeita e vice eleitos em sufrágio universal               |
| 20 | Maria de Fátima Nunes Soares        |                                                 | DEM                   | Joseval Almeida Damasceno, Vaval Damasceno (PSDB)/(PSD) | 1º de janeiro de 2009   | 31 de dezembro de 2012                                | Prefeita e vice eleitos em sufrágio universal               |
| 20 | Maria de Fátima Nunes Soares        | PSD                                             | 1º de janeiro de 2013 | Joseval Almeida Damasceno, Vaval Damasceno (PSDB)/(PSD) | 31 de dezembro de 2016  | Prefeita e vice reeleitos em sufrágio universal       |                                                             |
| 21 | Luciano Pinheiro Damasceno e Santos |                                                 | PDT                   | José Alberto de Macedo Campos, Betão Campos (PSB)       | 1º de janeiro de 2017   | 31 de dezembro de 2020                                | Prefeito e vice eleitos em sufrágio universal               |
| 21 | Luciano Pinheiro Damasceno e Santos | Rubenilson Silva Campos, Rubenilson Campos (PL) | PDT                   | 1 de janeiro de 2021                                    | 31 de dezembro de 2024  | Prefeito reeleito e vice eleito em sufrágio universal |                                                             |
| 22 | Helder Macedo da Silva              |                                                 | PDT                   | Simone de Matos Abreu, Simone Mattos (PT)               | 1 de janeiro de 2025    | Atual                                                 | Prefeito e vice eleitos em sufrágio universal               |